# Областной русский драматический театр имени Николая Погодина
Областной русский драматический театр имени Н. Погодина — крупнейший театр Петропавловска.

## История создания
Театр был построен в 1906 году.
Самые первые упоминания и отдельные сообщения о театральной культуре г. Петропавловска относятся к 60-м годам XIX века, однако история петропавловской сцены начинается в зимний сезон 1886—1887 гг. под главенством А. Г. Горбунова. Дебют работников театра начался с сентябрьской премьеры 1887 г. по пьесе А. Островского и Н. Соловьёва «Счастливый день». На афишах первых сезонов имя А. Островского встречалось часто, потому что репертуарное пристрастие к писателю театр сохранял и во все последующие годы.
Первые сезоны были нелёгкими для гастролирующих драматических трупп. Через 10 лет, в 1897 г., в записях Вл. Тальзатти «Театральное дело в Сибири» говорится, что в Петропавловске, втором городе от Европейской России по Сибирской железной дороге, расположенном почти посредине (по 250 верст в ту и другую сторону) между Курганом и Омском, 17 тыс. жителей, «небольшой каменный театр, вмещающий публики рублей на 500—550» и что зимой там можно работать неделю-другую, чтобы обеспечить полные сборы.
В театральном помещении проходили танцевальные вечера, концерты, игрались любительские спектакли. В январе-феврале 1897 г. местные любители показали несколько спектаклей для народа. Комедия А. Островского «Бедность не порок» и его же народная драма «Не так живи, как хочется» привлекли массу публики.
В 1909 году, когда Россия широко отмечала столетие со дня рождения Н. В. Гоголя, событием культурной жизни Петропавловска стал спектакль «Женитьба», с большим успехом он был сыгран 24 мая «стараниями местных любителей и актёров труппы г-на Леонова». Антрепризу тогда в городе держал сибирский извозопромышленник Леонов.
В ноябре 1917 г. в Петропавловске была установлена Советская власть. Весной 1918 г. начал свою творческую деятельность Русский советский театр. Им руководил бывший антрепренёр Н. Сарматов, опытный организатор и хороший актёр. Ставились произведения А. Островского, устраивались спектакли-митинги, живые картины — «Гимн труду», «Великий коммунар» и др.
В 1923—1924 гг. запомнился вечер-спектакль «Кровавое воскресенье» по мотивам произведений М. Горького. Театр играл его и в рабочих клубах, а вырученные средства передал на первый в городе памятник вождю мирового пролетариата В. И. Ленину, который был открыт в июле 1926 г.
В 1934 году впервые на петропавловской афише появилось имя постоянного корреспондента газеты «Правда» Николая Погодина, театр неоднократно обращался к драматургии Погодина. В репертуаре 1930-х годов — его «Поэма о топоре», «Аристократы», «Падь серебряная».
Осенью 1941 г., когда в Петропавловск стали приезжать эвакуированные, в труппу влились новые актёрские силы — А. С. Краснопольский, Л. А. Покрас, Э. Д. Мильтон, К. К. Чосс и др. Работали много и напряженно. Спектакли и концерты играли на призывных пунктах, в воинских частях, госпиталях, выезжали к сельским труженикам. Всего за годы войны было давно свыше 2,5 тысяч концертов.
Осенью 1962 г. театру было присвоено имя лауреата Ленинской премии драматурга Николая Фёдоровича Погодина.
В декабре 1972 года театр переехал с улицы Театральной в новое красивое современное здание. 27 декабря, в праздничный вечер открытия, состоялась премьера новой пьесы С. Муканова «Сакен Сейфулин».
99-й театральный сезон посвящался современной советской пьесе. Пьесы, выбранные театром для своего диалога со зрителем, объединяет счастливое свойство новизны, верное понимание проблем «дня». Это спектакли А. Кудрявцева «Иван и Мадонна», В. Мережко «Я — женщина», С. Лобозёров «По соседству мы живём», А. Галин «Жанна». Всего театр побывал на гастролях более чем в 50 городах.
В свой 100-летний юбилей (июнь 1987 год) театр провёл гастроли в Москве на сцене Малого театра им. А. Н. Островского. Народный артист Казахской ССР Николай Петрович Арчибасов за роль гвардии рядового Ивана Климова в спектакле А. Кудрявцева «Иван и Мадонна» был награждён золотой медалью им. Дм. Попова, а ведущими критиками страны был отмечен высокий профессиональный уровень театра.
С рождением нового независимого Казахстана началась и новейшая история театра, который на сегодняшний день имеет 128-летний возраст своей творческой деятельности. Театр не утратил своих лучших традиций, постоянно обновляет текущий репертуар, живо откликается на культурно-общественные события Республики Казахстан, области. Миссия русского театра никогда не исчерпывалась чисто художественными задачами — с первых дней своего существования театр стал связующим звеном между казахской и русской культурами, способствуя их взаимодействию и взаимообогащению.
На данный момент театр постоянно подтверждает, что, задавая эталоны творчества в регионе, он был и остаётся средоточием сбережения нравственных и эстетических ценностей, духовным центром, способствующим формированию социальной стабильности.

## Труппа театра
- Людмила Турпаян — Народная артистка Казахстана
- Надежда Косыгина — заслуженная артистка Казахстана
- Владимир Шустов — актёр, режиссёр.
- Людмила Шустова — актриса
- Людмила Шалаева — актриса
- Анатолий Наргеленас — актёр
- Ирина Полещук — актриса
- Анатолий Кириллов — актёр
- Ирина Пашкина — актриса
- Алексей Никулин — актёр
- Татьяна Афанасьева — актриса
- Екатерина Литвинова — актриса
- Ринат Исмаилов — актёр
- Виталий Алфимов — актёр
- Роман Лахтин — актёр
- Марина Черняк — актриса
- Оксана Дергачева — актриса
- Евгения Гончаренко — актриса
- Андрей Лапин — актёр
- Константин Демидов — актёр
- Сауле Жамина — актриса
- Ярослав Чумак — актёр

## Награды
За годы Независимости творческий потенциал театра был достойно отмечен на престижных Международных и Республиканских фестивалях:
- VII Республиканский фестиваль театров г. Караганда - диплом "Лучшая актриса" (Л.В. Ванюкова, народная артистка РК).
- Международный телевизионный фестиваль «Молодость века» (РФ г. Москва – 2002г.) – лучшая женская роль в спектакль Э. Радзинского «Лила» Ирина Пашкина (режиссёр А. Орлов)
- Международный театральный фестиваль «Золотой конек» (РФ г. Тюмень – 2004г.) -диплом фестиваля за спектакль «Феликс» Э. Медведкина (режиссёр А. Алтынбеков)
- XIV Республиканский фестиваль театров Казахстана (г.Астана – 2006г.) – «Гран-При» за спектакль «Мордасовские сны» («Дядюшкин сон») Ф.М.Достоевского (режиссёр-постановщик - засл.арт РК В. Шалаев).
- Написанная и поставленная В. Г. Шалаевым пьеса о гениальном казахском поэте Магжане Жумабаеве – «Суд Магжана» - на II Международном театральном фестивале стран Центральной Азии (г. Алматы, 2008г.) получил звание «Лауреата» в номинации «За яркое воплощение исторической личности» на казахстанской сцене (автор и режиссёр - В. Шалаев, заслуженный артист Казахской ССР).
- Театр к 120-летию награждён почетной грамотой акима области Билялова Серика Султангазиевича и денежной премией. Большое внимание в эти годы руководство области уделяет материально-техническому оснащению. Произошли позитивные изменения в облике театрального здания – обновленный интерьер фасада, зрительного зала, фойе, гримуборных, кафе, - все это делает посещение театра настоящим праздником для североказахстанцев.

## Адрес[1]
Русский театр драмы им. Н. Погодина 
улица Конституции Казахстана, дом 1
150000 Петропавлоск